# 幽州 (胡漢)
幽州是五胡十六国中汉国的州。
汉光文帝河瑞元年（309年），在离石（治所在今山西省吕梁市离石区）设置幽州，幽州下辖西河郡，西河郡下辖离石县、介休县、隰城县。靳准之乱被刘曜平定，刘曜迁都长安，离石一带被后赵石勒攻克，后赵废除幽州。